# Foco (óptica)

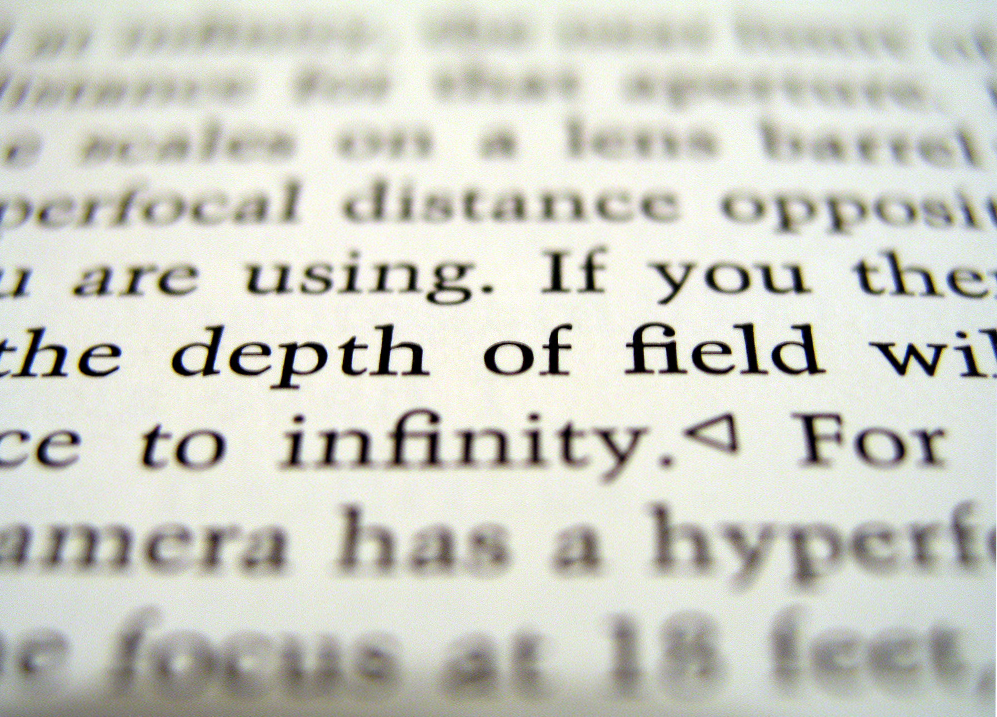
Imagen parcialmente enfocada, pero mayormente fuera de foco en grados variables.

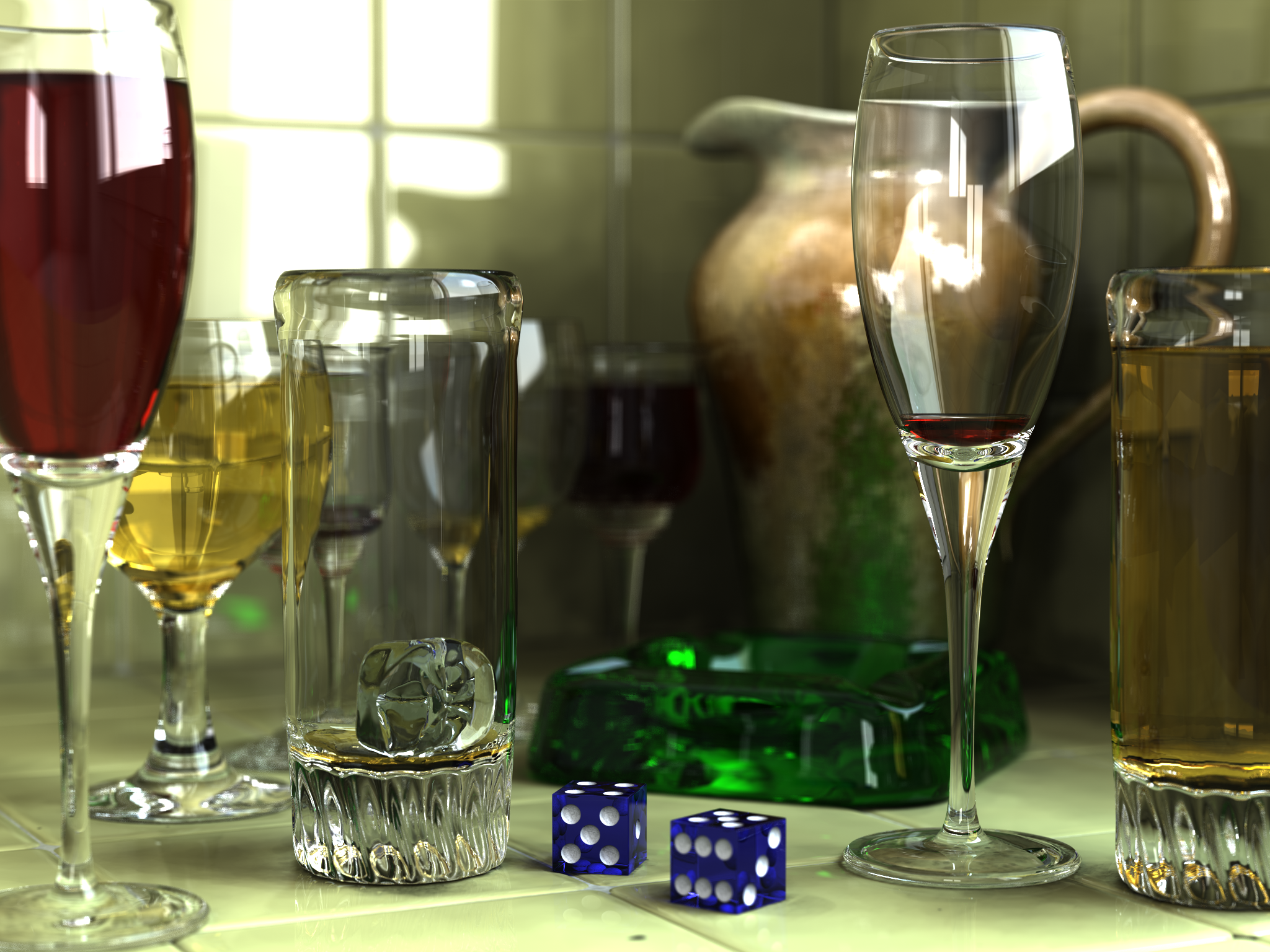
Desenfoque focal que se simula en esta imagen generada por ordenador de vasos, que se hizo en POV-Ray.

En óptica geométrica un foco es el punto donde convergen los rayos de luz originados desde un punto en el objeto observado. Aunque el foco es conceptualmente un punto, físicamente el foco tiene una extensión espacial, llamada círculo borroso. Este enfoque no ideal puede ser causado por aberraciones ópticas en la imagen. En ausencia de aberraciones de importancia, el menor círculo borroso posible es el disco de Airy, el cual es causado por difracción de la apertura del sistema óptico. Las aberraciones tienden a hacerse peores en la medida en que aumenta el diámetro de la apertura, mientras que el disco de Airy es menor en aperturas grandes.
Una imagen, o punto de imagen, se dice que está en foco si la luz de los puntos del objeto es convergida lo más posible en la imagen, y fuera de foco si la luz no es bien convergida. El límite entre esto es algunas veces definido usando un criterio denominado círculo de confusión. Si un haz de rayos estrecho que se propaga en la dirección del eje óptico incide sobre la superficie esférica de un espejo o una lente delgada, los rayos se reflejan o refractan de forma que se cortan, o parecen cortarse, en un punto situado sobre el eje óptico. La distancia entre ese punto (foco) y el espejo o lente se denomina distancia focal. Si las dos superficies de una lente no son iguales, ésta puede tener dos distancias focales, según cuál sea la superficie sobre la que incide la luz.

## Focos principales
En óptica geométrica, en el caso de un sistema centrado (es decir, con un eje de simetría de revolución), existen dos focos principales denominados foco objeto (u objeto, ). La posición de estos focos puede determinarse mediante varios métodos, denominados focometría, de los cuales la autocolimación es uno de ellos.
El foco principal del objeto, F F, es el punto del objeto cuya imagen está en el infinito en el eje óptico principal.
En un sistema óptico convergente, los rayos luminosos incidentes en F F salen paralelos al eje óptico principal. En un sistema divergente, los rayos luminosos incidentes hacia F F salen paralelos al eje óptico principal. El foco del objeto es real si está situado antes de la cara de entrada del sistema óptico; es virtual si está situado después.

Ejemplos
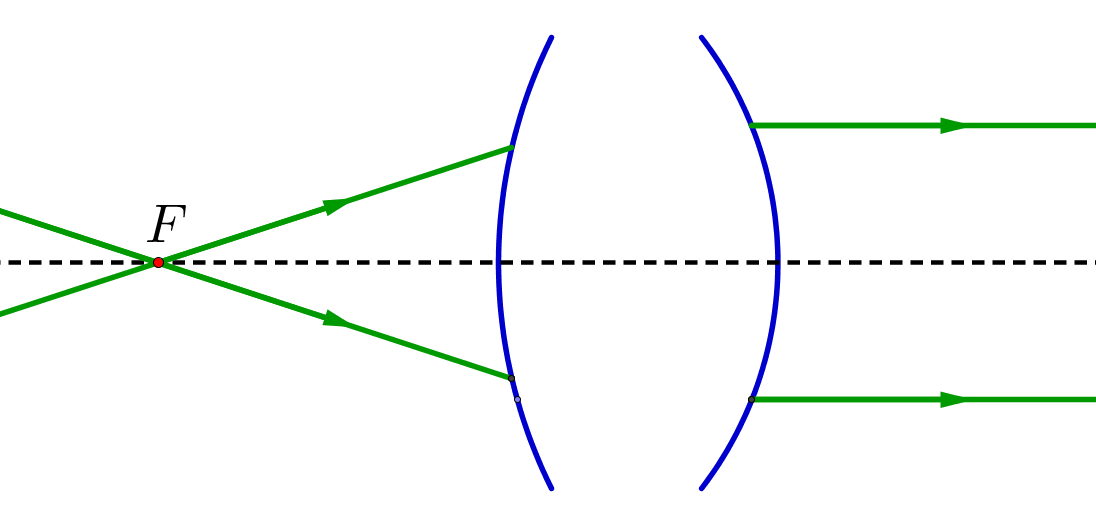
Sistema óptico convergente
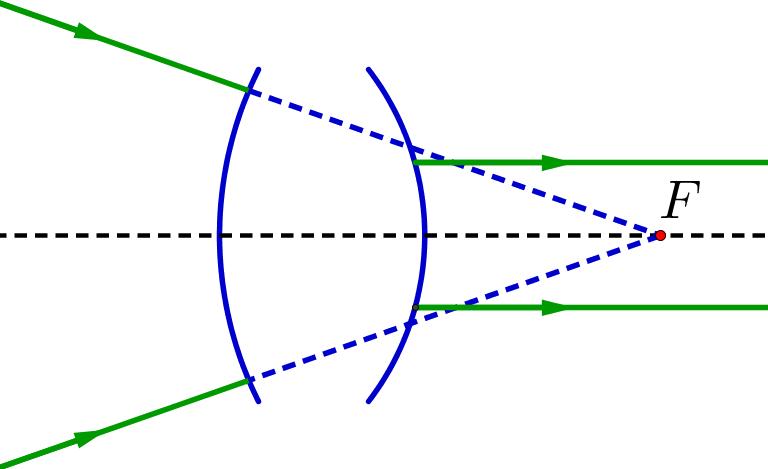
Sistema óptico divergente
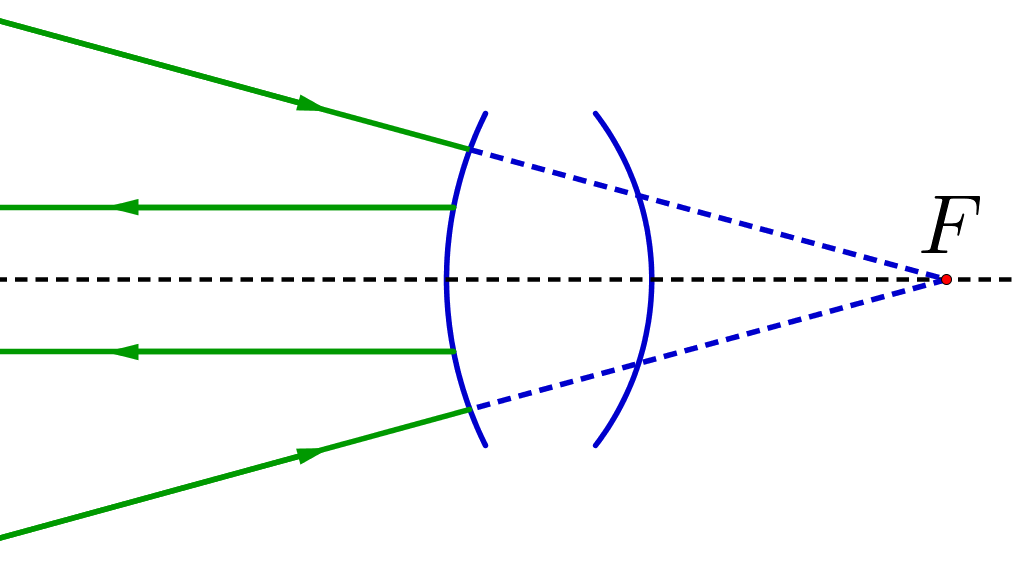
Sistema óptico divergente con un número impar de reflexiones

El foco imagen principal F ′ F' es la imagen de un punto objeto situado en el infinito sobre el eje óptico principal.
Los rayos incidentes paralelos al eje óptico salen pasando por F ′ F' para un sistema óptico convergente y pareciendo proceder de F ′ F' para un sistema divergente. El foco de la imagen es real si está situado después de la cara de salida del sistema óptico; es virtual si está situado antes.

Ejemplos
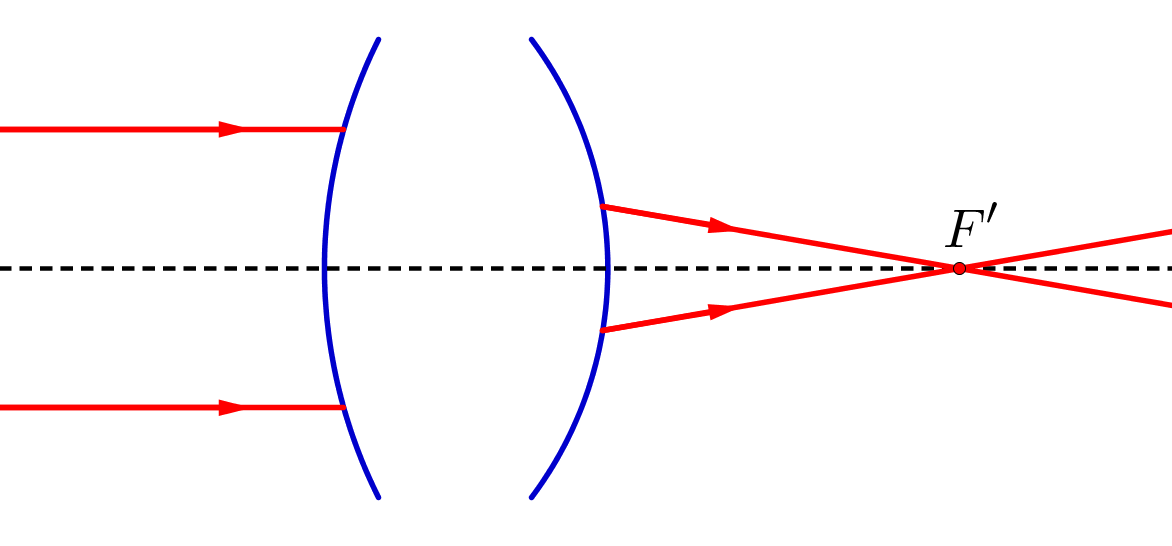
Sistema óptico convergente
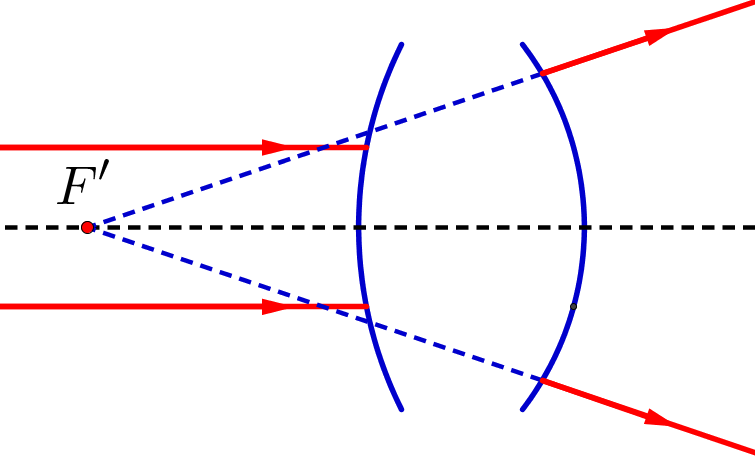
Sistema óptico divergente
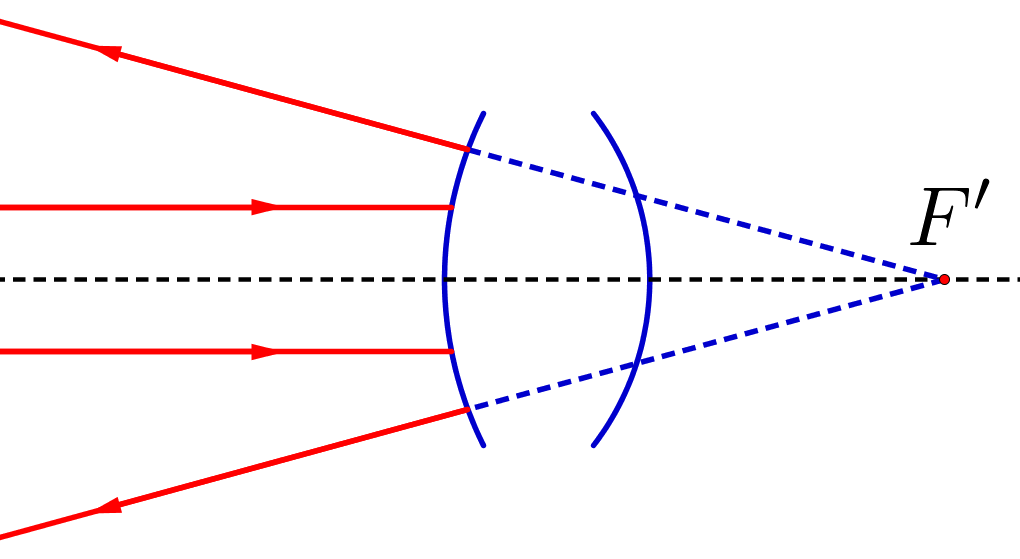
Sistema óptico divergente con un número impar de reflexiones

En los casos en que el sistema óptico no es centrado, sino que presenta otras simetrías (lentes astigmáticas, lentes cilíndricas), pueden definirse varias distancias focales en función del eje estudiado.
Un sistema afocal es un sistema estigmático sin enfoque del objeto ni de la imagen. Al ser estigmático, significa que los rayos que entran en el sistema paralelos entre sí también salen de él paralelos entre sí. También puede considerarse como un sistema cuyos focos han sido rechazados en el infinito.

## Focos secundarios
Los focos secundarios (en oposición a los focos principales) son los focos de la imagen o del objeto conectados a haces de luz paralelos entre sí pero no paralelos al eje óptico.
Todos los focos secundarios de la imagen (respectivamente del objeto) están contenidos en el plano focal de la imagen (respectivamente del objeto), que corresponde al plano perpendicular al eje óptico y que pasa por el foco de la imagen (respectivamente del objeto).

## Casos particulares

### Espejos
Según el principio del retorno inverso de la luz, los espejos tienen la particularidad de tener sus focos imagen y objeto fusionados. Lo mismo ocurre con todos los sistemas ópticos centrados con un número impar de espejos. Por ello, en lo sucesivo hablaremos en general de "foco" en lugar de "foco primario del objeto o de la imagen".
- Espejos planos: un espejo plano puede considerarse como un sistema afocal, o como un sistema cuyos focos se han rechazado en el infinito. En efecto, los rayos que llegan paralelos al espejo salen paralelos entre sí.
- Espejos esféricos: los espejos esféricos tienen su foco a medio camino entre el centro (centro geométrico del casquete esférico que forma el espejo) y el vértice del espejo (intersección del espejo con el eje óptico). Si el espejo es cóncavo, el foco es real; si es convexo, el foco es virtual.
- Espejos parabólicos: el foco de un espejo parabólico coincide con el foco de la parábola en su definición matemática. Los espejos parabólicos son sistemas rigurosamente estigmáticos para el foco principal.

### Lentes
Lentes convergentes: una lente convergente tiene su foco imagen después de la lente, y su foco objeto antes de la lente. Ambos focos son reales.
Lentes divergentes: una lente divergente tiene su foco imagen antes de la lente y su foco objeto después de la lente. Ambos focos son virtuales.

## Aplicación en el microscopio
La distancia focal de las lentes de un microscopio juega un papel crucial en la determinación de su factor de aumento, así como en la influencia de otras características clave de rendimiento, como la resolución, el campo de visión y la profundidad de campo. Comprender cómo interactúa la distancia de enfoque con los componentes ópticos ayuda a clarificar su impacto en el rendimiento general del microscopio.

### Distancia focal y factor de aumento
El factor de aumento de un microscopio está determinado por el sistema óptico, que generalmente incluye un lente objetivo y un lente ocular (oculares). El papel principal del lente objetivo es enfocar la luz del espécimen y crear una imagen. Luego, el ocular magnifica esta imagen. La distancia de enfoque, definida como la distancia entre la lente y el punto donde la imagen se pone en foco, afecta directamente la calidad y el tamaño de la imagen producida.
En un microscopio óptico, el aumento total es el producto de los aumentos proporcionados por la lente objetivo y el ocular. La distancia de enfoque del lente objetivo impacta este aumento: una distancia de enfoque más corta permite un mayor aumento. Esto se debe a que distancias de enfoque más cortas permiten que la lente objetivo cree una imagen más aumentada del espécimen. Sin embargo, aumentar el aumento al reducir la distancia de enfoque tiene un costo, como un campo de visión reducido y una profundidad de campo más superficial.

### Profundidad de campo y distancia de enfoque
La profundidad de campo (DOF, por sus siglas en inglés) se refiere al grosor del espécimen que permanece enfocado en cualquier momento. Una distancia de enfoque más corta típicamente resulta en una profundidad de campo más superficial, lo que significa que solo una capa delgada del espécimen estará enfocada en cualquier momento. Esto puede ser ventajoso para observar detalles finos, pero requiere un enfoque preciso, especialmente en aumentos altos. Por el contrario, una distancia de enfoque más larga conduce a una profundidad de campo más profunda, lo cual es útil para observar especímenes más gruesos, pero puede limitar el nivel de detalle visible en aumentos altos.

### Resolución y distancia de enfoque
La resolución de un microscopio, que se refiere a su capacidad para distinguir detalles finos, está estrechamente relacionada con la distancia de enfoque de la lente objetiva. Una distancia de enfoque más corta típicamente permite una mejor resolución, ya que permite que la lente objetivo capture luz de detalles más pequeños y finos del espécimen. Sin embargo, lograr una resolución máxima también depende de otros factores como la apertura numérica (NA, por sus siglas en inglés) de la lente y la longitud de onda de la luz utilizada. La NA es una medida de la capacidad de la lente para recoger luz, y valores más altos de NA conducen a una mejor resolución.

### Campo de visión
La distancia de enfoque también afecta al campo de visión (FOV, por sus siglas en inglés), que es el área del espécimen visible a través de la lente. Las lentes con distancias de enfoque más cortas típicamente ofrecen campos de visión más pequeños, lo que facilita el examen de regiones específicas del espécimen a un mayor aumento. Las distancias de enfoque más largas generalmente proporcionan un campo de visión más amplio, lo que es útil para observar áreas más grandes a un aumento más bajo.